# Elburs-Gebirge
Das Elburs-Gebirge oder der Elburs, auch Alburs und Albors(gebirge) (persisch البرز, DMG Alborz), ist ein Hochgebirge im nördlichen Iran zwischen dem Kaspischen Meer und dem Persischen Hochland. Es erstreckt sich in west-östlicher Richtung mit mehreren parallel zueinander verlaufenden Ketten. Der über 5600 m hohe Vulkan Damawand im zentralen Teil des Gebirges ist sein höchster Gipfel. Die iranische Hauptstadt Teheran grenzt an die Südhänge des Elburs.
Der Elburs ist Teil des asiatischen Gebirgssystems, das sich vom armenischen Hochland über den Elburs und Kopet-Dag (an der Grenze zu Turkmenistan), Sefid-Kuh, Koh-e Baba und den Hindukusch (im nordöstlichen Afghanistan) bis zum Pamir hinzieht. Innerhalb dieses fast 3.000 km langen Gebirgssystems nimmt der Elburs eine Länge von insgesamt ungefähr 600 Kilometern ein und bildet zwischen 60 und 130 Kilometer breit die Südumrahmung des Kaspischen Meers. An den Nordhängen liegen mehrere Anteile des hyrkanischen Waldes, die zum Weltnaturerbe zählen. 

## Orte

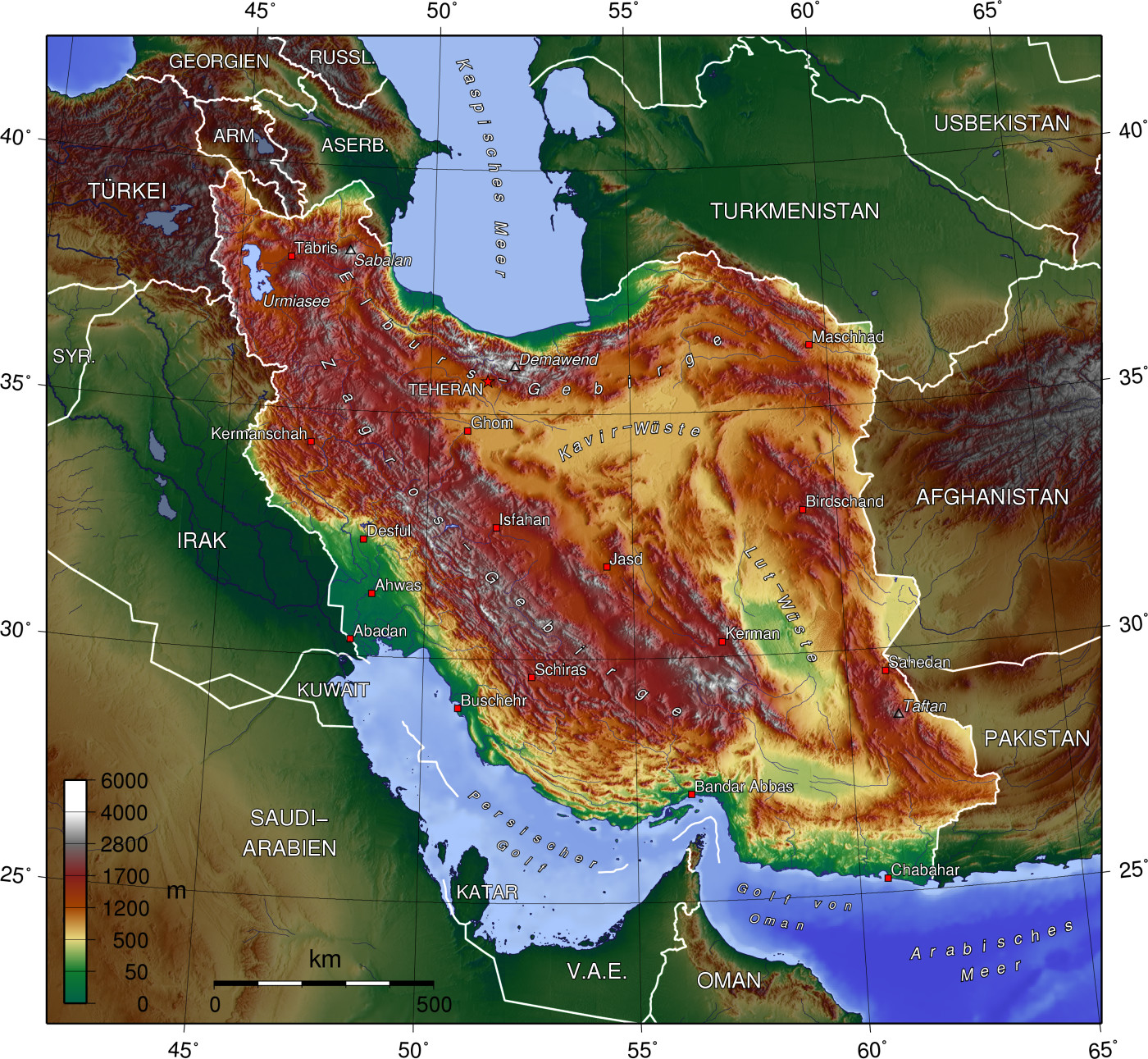
Topografische Karte von Iran

- Bandar Anzali
- Rascht
- Qazvin
- Sāri
- Bābol
- Teheran
- Karadsch
- Masuleh
- Tschalus
- Savādkuh
- Schahmirzad
- Sangsar
- Gorgān

## Wintersport
Wintersport ist aufgrund der großen Höhe und der schneereichen Winter möglich. Besonders im Bereich der Millionenstadt Teheran gibt es einige bekannte Wintersportorte: Dizin, Schemschak, Totschāl und Darbandsar.

## Flora und Fauna

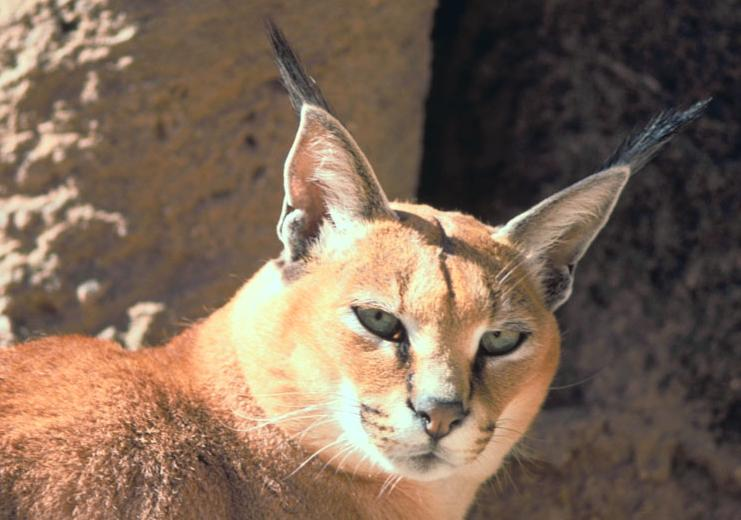
Karakal
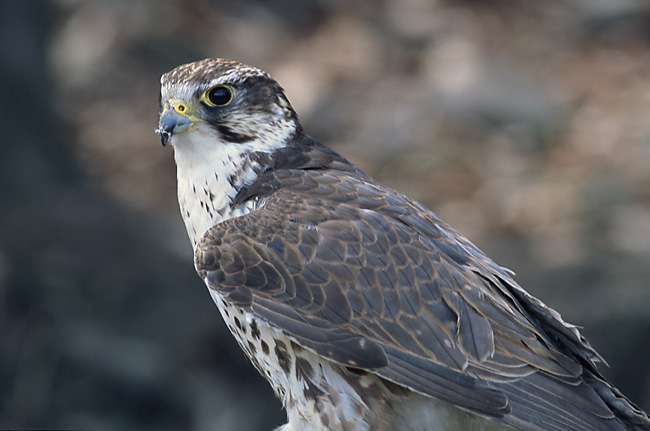
Falke

Auf der Nordseite des Elburs-Gebirges (in den Provinzen Gilan und vor allem Mazandaran) befinden sich als Anteile des hyrkanischen Waldes großflächige Urwälder aus Orientalischen Buchen (Fagus orientalis) und anderen Laubbäumen, etwa der endemischen Parrotie (Parrotia persica), die sich in dieser Ausdehnung nur im äußersten Osten des Verbreitungsgebiets der Buche erhalten haben. Zur Fauna gehören Bär und Wolf, Luchs und Karakal, Fuchs und Goldschakal, die Europäische Wildkatze und Leoparden, dazu 30 Arten von Adlern, Falken, Bussarden und Geiern. An größeren Pflanzenfressern gibt es Rehe, den Maral, einen größeren asiatischen Verwandten unseres Rotwilds, Damwild, Steinböcke, Gämsen, Wildschafe und Wildschweine. Noch im Mittelalter lebte dort wohl auch der Bergwisent.
| Zentraler Teil des Elbursgebirges | Gipfel:           | 1 Ālam-Kuh |
|                                   | 2 Āzād Kuh        | 3 Damāvand |
| 4 Do Berār                        | 5 Do Chāharān     |            |
| 6 Ghal`eh Gardan                  | 7 Gorg            |            |
| 8 Kholeno                         | 9 Mehr Tschāl     |            |
| 10 Mīschīneh Marg                 | 11 Nāz            |            |
| 12 Schāh Alborz                   | 13 Sīālān         |            |
| 14 Totschāl                       | 15 Varavascht     |            |
| Flüsse:                           | 0                 |            |
| 1 Alamut                          | 2 Tschalus        |            |
| 3 Do Hezār                        | 4 Harāz           |            |
| 5 Dschādsch Rūd                   | 6 Karadsch        |            |
| 7 Kodschūr                        | 8 Lār             |            |
| 9 Nūr                             | 10 Sardāb         |            |
| 11 Se Hazār                       | 12 Schāh Rūd      |            |
| Städte:                           | 1 Āmol            |            |
| 2 Tschalus                        | 3 Karadsch        |            |
| Anderes:                          | D Dizin           |            |
| E Harāz Straße                    | K Kandovān Straße |            |
| * Latyān Staudamm                 | ** Lār Staudamm   |            |

## Mythologische und literarische Bedeutung
Das Elburs-Gebirge spielt auch als – nicht immer exakt lokalisierter – Ort der iranischen Mythologie eine Rolle und wird in der persischen Literatur besungen. Es findet bereits im Avesta und mehrfach in Firdausis Schāhnāme Erwähnung, unter anderem als (in „Indien“ befindlicher) Platz, wo der Zaubervogel Simurgh sein Nest hatte und Zāl aufzog. Außerdem sollen die Könige Fereydun und Kai Kobad, den Rostam gemäß Firdausi von dort nach Iran holte, im Schutze dieses Gebirges aufgewachsen sein; Nowzar ließ seine Frau in den Elburs vor Afrasiyab in Sicherheit bringen und Kai Kawus hier die Divs zwei Schlösser für sich erbauen. Der Damāvand, in dem man den großen, zentralen Weltberg der zoroastrischen Legenden sah und an den Azhi Dahaka gekettet wurde, ist Gegenstand zweier Gedichte Mohammad-Taqi Bahars.